# Jean-Pierre Garrigues
Pour les articles homonymes, voir Garrigues.
Jean-Pierre Garrigues, né le 6 janvier 1964 à Nancy et mort le 19 novembre 2017 à Alès, est un militant anti-corrida français.
Il fut président du comité radicalement anticorrida (CRAC) entre 2002 et 2017.

## Biographie
Né à Nancy, Jean-Pierre Garrigues part vivre dans le Gard pendant son adolescence. Il est ingénieur agronome de formation et docteur en écologie forestière tropicale[réf. nécessaire]. Après avoir travaillé en Inde et en Afrique de l'Ouest dans l'écologie forestière tropicale, il revient en France et enseigne l'économie et l’écologie en classe de BTS au lycée agricole Marie-Durand de Rodilhan. Au début des années 2000, il s'engage dans le militantisme anti-corrida.
En 2015, il tombe malade et souffre d'un cancer du cerveau. En octobre 2017, fatigué par la maladie, il décide tout d'abord de dissoudre le CRAC, avant de revenir sur sa décision devant les réactions suscitées par cette annonce, et d’en confier l’avenir à une nouvelle équipe. Il meurt le 19 novembre 2017,.
Il était végétarien dès l'enfance et a adopté le véganisme plus tard.